# Proboštov (Malečov)
Proboštov je vesnice, část obce Malečov v okrese Ústí nad Labem. Nachází se asi 2,5 km na východ od Malečova. V roce 2009 zde bylo evidováno 61 adres. V roce 2011 zde trvale žilo 56 obyvatel.
Proboštov leží v katastrálním území Proboštov u Tašova o rozloze 3,17 km2.

## Historie
Nejstarší písemná zmínka pochází z roku 1188.

## Obyvatelstvo
|                                                                       | 1869 | 1880 | 1890 | 1900 | 1910 | 1921 | 1930 | 1950 | 1961 | 1970 | 1980 | 1991 | 2001 | 2011 |
| --------------------------------------------------------------------- | ---- | ---- | ---- | ---- | ---- | ---- | ---- | ---- | ---- | ---- | ---- | ---- | ---- | ---- |
| Obyvatelé                                                             | 229  | 224  | 223  | 215  | 165  | 175  | 184  | 86   | 53   | 77   | 63   | 46   | 55   | 56   |
| Domy                                                                  | 33   | 32   | 32   | 32   | 32   | 32   | 34   | 27   | 27   | 17   | 17   | 12   | 27   | 26   |
| Počet domů z roku 1961 zahrnuje také domy místní části Horní Zálezly. |      |      |      |      |      |      |      |      |      |      |      |      |      |      |

## Pamětihodnosti
- Kostel sv. Jana Křtitele
- Fara čp. 1
- Socha sv. Jana Nepomuckého
- Milník pod kostelem
- Milník u rybníka